# Дифосфид платины
Дифосфид платины — бинарное неорганическое соединение
платины и фосфора
с формулой PtP2,
серебристо-белые кристаллы.

## Получение
- Пропускание паров фосфора над губчатой платиной или длительное нагревание чистых веществ в вакуумированной ампуле[1]:

{\displaystyle {\mathsf {Pt+2P\ {\xrightarrow {570^{o}C}}\ PtP_{2}}}}

## Физические свойства
Дифосфид платины образует серебристо-белые кристаллы
кубической сингонии,
пространственная группа P a3,
параметры ячейки a = 0,56955 нм, Z = 4.